# تحالف مقاتلي الجبهة الحمراء

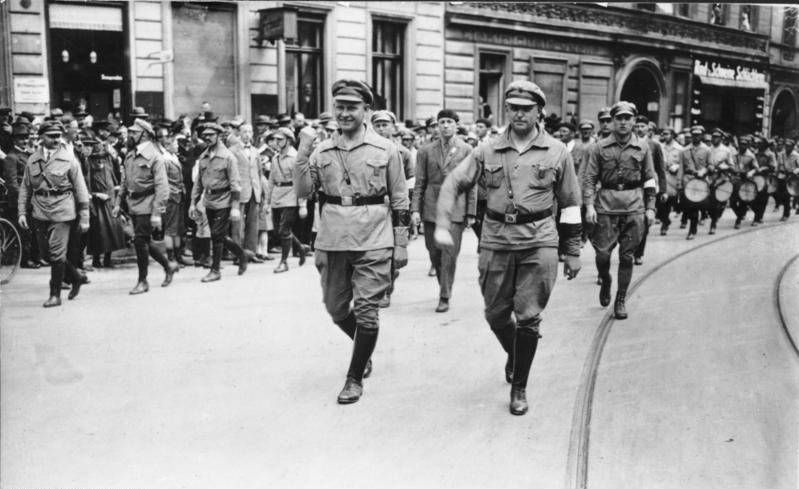
قادة RFB إرنست ثلمان و Leow في برلين، يونيو 1927

تحالف مقاتلي الجبهة الحمراء (تُلفظ بالألمانية: [ˈʁoːtɐ ˈfʁɔntˌkɛmpfɐbʊnt] ، «تحالف الجبهة الأحمر فايترز»)، وعادة ما تسمى Rotfrontkämpferbund ، اختصار RFB، كانت منظمة شبه عسكرية ألمانية تابعة للحزب الشيوعي الألماني خلال جمهورية فايمار (KPD). كانت رسميا جمعية غير حزبية ومسجلة قانونيا. تم حظر المنظمة باعتبارها متطرفة من قبل الديمقراطيين الاجتماعيين الحزب الحاكم في عام 1929.
تم إنشاء أول فروع محلية من تحالف مقاتلي الجبهة الحمراء في يوليو 1924. عقد الاجتماع الافتتاحي للمجموعة في جميع أنحاء البلاد في فبراير 1925 في برلين، حيث أنتخب إرنست ثلمان لقيادة اللجنة الفيدرالية. «الجبهة الحمراء» كانت صحيفة تحالف مقاتلي الجبهة الحمراء. تحية „Rot Front!“ „Rot Front!“ ((بالإنجليزية: Red Front!)‏ في حين أدى ارتفاع القبضة المشدودة إلى تعبير Rotfront، يستخدم غالبًا بين الأصدقاء والأعداء للإشارة إلى المنظمة بدلاً من لقبها الكامل. القبضة المشدودة «تحمي الصديق، تقاتل العدو» ((بالألمانية: „schützend den Freund, abwehrend den Feind“)‏ كان) رمز تحالف مقاتلي الجبهة الحمراء،  المستخدم في جميع شاراتها، وعلامة تجارية مسجلة منذ 1 مارس 1926. في مايو 1926، خلال عرض العلم، استخدمها النشطاء كدليل على التجمع للحركة وكقسم للدفاع عن الاتحاد السوفيتي.  

## التاريخ

### تحت الرايخ الثالث
بعد استيلاء النازيين على السلطة في عام 1933، كان أعضاء سابقون في الاتحاد من بين أول من اعتقلوا وسجنوا في معسكرات الاعتقال. سعى النازيون إلى الانتقام من خصومهم السابقين وتوفي العديد من أعضاء تحالف مقاتلي الجبهة الحمراء في السجون النازية.
من أولئك الذين نجوا أو تجنبوا الاعتقال، اتبع كثيرون نداء الجمهورية الإسبانية الثانية خلال الحرب الأهلية الإسبانية (1936-1939). انضموا إلى Centuria Thälmann من الألوية الدولية للقتال ضد المتمردين الوطنيين. خلال الحرب العالمية الثانية، قاتل مقاتلو الجبهة الحمراء السابقين في الجيش الأحمر السوفيتي ضد ألمانيا النازية.

### بعد الحرب
بعد الحرب العالمية الثانية، الأعضاء السابقين في تحالف مقاتلي الجبهة الحمراء مثل إريش هونيكر  إريش ميلكه  شاركوا بنشاط في إنشاء أول وحدات شرطة عسكرية في جمهورية ألمانيا الديمقراطية (ألمانيا الشرقية). حظرت ألمانيا الغربية عام 1929 وحاكمت مقاتلي الجبهة الحمراء السابقين الذين اعترفوا بأنشطتهم.  